# Élection présidentielle américaine de 1876 en Virginie-Occidentale
 (août 2024).
L'élection présidentielle américaine de 1876 en Virginie-Occidentale a lieu le 7 novembre 1876, comme dans les 37 autres États qui composent alors les États-Unis. Les électeurs ouest-virginiens choisissent des grands électeurs pour les représenter dans le collège électoral à travers un vote populaire. La Virginie-Occidentale dispose en 1876 de 5 grands électeurs. L'État donne l'ensemble de ses grands électeurs au candidat du Parti démocrate, le gouverneur de l'État de New York Samuel Jones Tilden. Tilden est le premier candidat démocrate à la présidence à remporter la Virginie-Occidentale. 
Le candidat vainqueur de ce scrutin dans tout le pays sera néanmoins le républicain Rutherford B. Hayes, qui occupera la présidence des États-Unis du 4 mars 1877 au 4 mars 1881. 